# Il mio canto libero (album Bianca Atzei)
Il mio canto libero è il terzo album in studio della cantautrice italiana Bianca Atzei, pubblicato il 9 Giugno 2023.

## Descrizione
Una raccolta di cover dei più grandi della musica italiana, riarrangiate in una chiave più dolce e delicata.
L’album è dedicato al figlio Noa Alexander, pubblicato il 9 Giugno 2023 dall'etichetta discografica Apollo Records, prodotto da Diego Calvetti.

## Tracce
1. Il mio canto libero – 4:09 (testo: Mogol – musica: Lucio Battisti)
2. Il cielo in una stanza – 2:29 (Gino Paoli)
3. La cura – 3:36 (testo: Franco Battiato e Manlio Sgalambro – musica: Franco Battiato)
4. A mano a mano – 2:44 (testo: Marco Luberti – musica: Riccardo Cocciante)
5. Amore disperato – 3:37
6. La donna cannone – 3:53 (Francesco De Gregori)
7. Solo per te – 3:10
8. Buonanotte fiorellino – 2:03 (Francesco De Gregori)